# HD42616
HD42616 — хімічно пекулярна зоря спектрального класу A1, що має видиму зоряну величину в смузі V приблизно  7,2.
Вона  розташована на відстані близько 567,2 світлових років від Сонця.

## Фізичні характеристики
Телескоп Гіппаркос зареєстрував фотометричну змінність  даної зорі з періодом   16,99 доби в межах від  Hmin= 7,21 до  Hmax= 7,18.

## Пекулярний хімічний вміст
Зоряна атмосфера HD42616 має підвищений вміст 
Cr
.

## Магнітне поле
Спектр даної зорі вказує на наявність магнітного поля у її зоряній атмосфері.
Напруженість повздовжної компоненти поля оціненої з аналізу
наявних ліній металів
становить  620,4± 238,0 Гаус.